# Лариджани, Али Ардашир
Али́ Ардаши́р Амоли́ Лариджани́ (перс. علی اردشیر لاریجانی‎; род. 1958, Эн-Наджаф) — иранский политический деятель, спикер Исламского консультативного совета (с 28 мая 2008). Секретарь Высшего совета национальной безопасности Ирана с 14 августа 2005 по 20 октября 2007. Являлся представителем Высшего руководителя Ирана, аятоллы Хаменеи в Совете. Отвечал за переговоры по основным вопросам национальной безопасности, в том числе по ядерной программе.

## Биография

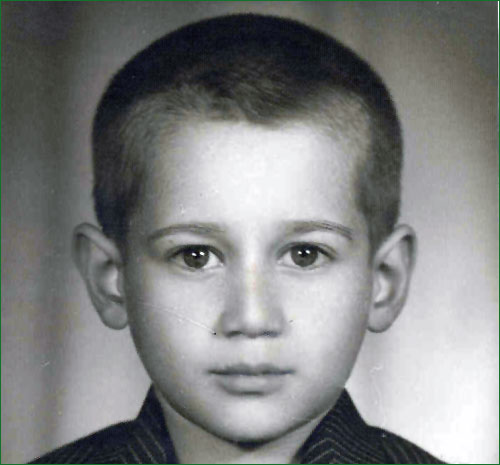
Лариджани в детстве

Родился 3 июня 1958 года в Эн-Наджафе (Ирак), где работал его отец аятолла Хашеми Мирза Амоли, после того как был сослан шахом Мохаммедом Резой. Они переехали в Иран после революции в 1979 году.
Многие родственники Лариджани являются видными политиками, их семью на политической арене Ирана часто называют «Иракской группой», куда, помимо самого Али, входят: его зять аятолла Мортеза Мотаххари, его брат, член Совета хранителей конституции Садик Лариджани, а с августа 2009 г. — глава судебной системы Ирана, другой брат, Мохаммад Джавад Лариджани, братья Багер и Фазель Лариджани, а также Ахмад Таваколи бывший депутат Меджлиса, двоюродный брат Лариджани.
В 1980 году Лариджани окончил технологический университет «Шариф» (Тегеран) по специальности математики и информатики. Имеет докторскую степень по философии, полученную в университете Тегерана, написал книгу о немецком философе Иммануиле Канте.
Лариджани был одним из кандидатов на выборах Президента Ирана, где он занял шестое место, набрав 5,94 % голосов. Он считался одним из самых серьёзных кандидатов от Консервативного альянса на выборах президента, но по популярности заметно уступал Махмуду Ахмадинежаду.
В 1980-х возглавлял Корпус стражей Исламской революции. Во время президентства Хашеми Рафсанджани занимал должность министра культуры и исламской ориентации. С 1994 по 2004 год он являлся президентом «Голоса Исламской Республики Иран» — национальной телерадиовещательной компании, был министром культуры Ирана при президенте Рафсанджани. В 2005—2007 годах на посту секретаря Верховного совета национальной безопасности Ирана был ключевым участником переговоров по ядерной программе Ирана. В ходе своего участия в переговорах получил широкую известность в стране и мире, Лариджани не хотел идти на уступки по вопросам ядерных технологий и критиковал своего предшественника, Хасана Рухани за чрезмерные послабления. Однако впоследствии в ходе своей деятельности получил репутацию политика-прагматика и некоторые эксперты считали его более предпочтительным партнером по переговорам, чем Ахмадинеджада. В 2008 и 2012 годах избирался в парламент депутатом от Кума.

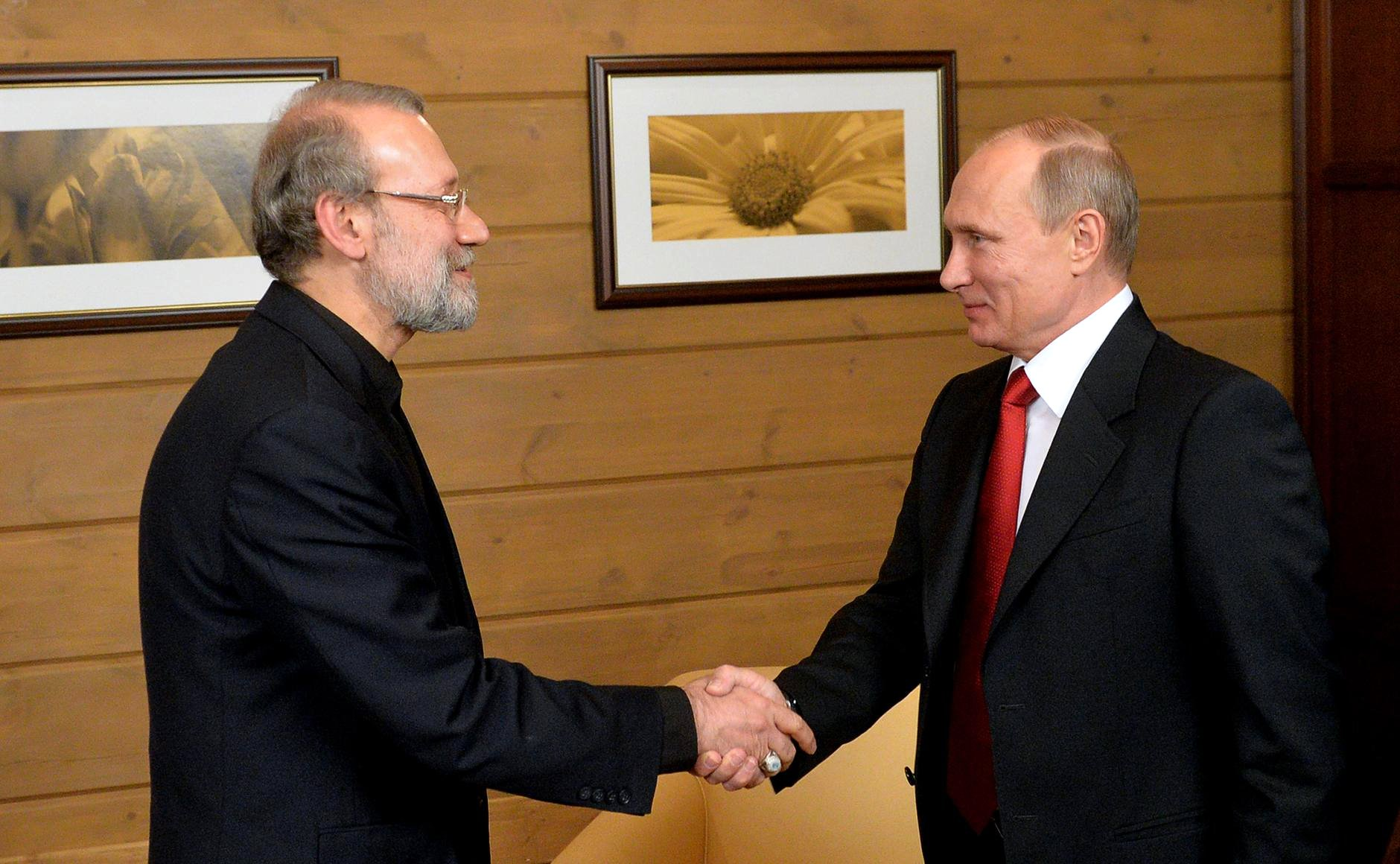
Встреча с президентом России Владимиром Путиным. Сочи, 22 октября 2015 года

В 2014 году объявил о создании собственной партии «Рахрован-е Вилайат», в переводе с фарси — «Последователи Рахбара», некоторые политические эксперты расценили этот шаг как свидетельство о больших политических амбициях Лариджани.
В мае 2024 года Лариджани зарегистрировался кандидатом на пост президента Ирана на президентских выборах 2024 года, но не получил одобрения при проверке Наблюдательным советом Ирана.

## Спикер Меджлиса
На протяжении 2008—2014 годов Лариджани три раза избирался на должность спикера Исламского консультативного совета, иранского парламента (Меджлиса). Во время второго президентского срока Махмуда Ахмадинеджада между Лариджани и президентом возник конфликт по поводу роли последнего в управлении государством. Парламент угрожал президенту импичментом, отправил в отставку одного из министров кабинета Ахмадинеджада, а тот в свою очередь обвинял спикера Меджлиса в коррупции. После того, как президентом Ирана стал реформатор Хасан Рухани, Лариджани вновь был одним из главных критиков его инициатив, так, парламент несколько раз отказался голосовать за кандидата на пост министра образования, выдвинутого президентом.

## Личная жизнь
Али Лариджани, будучи женатым на Фариде Мутаххари, является зятем покойного аятоллы Муртазы Мутаххари (1919—1979), видного деятеля исламской революции в Иране. В браке у них родились два сына: Мортеза (род. 1984) и Мохаммед Реза (род. 1989) и две дочери: Фатима (род. 1980) и Сара (род. 1983).